# ヘレーネ・ゼートルマイヤー

ヘレーネ・ゼートルマイヤー、J・K・シュティーラー画、1831年

ヘレーネ・クレセンツ・ゼートルマイヤー（Helene Kreszenz Sedlmayr, 1813年2月12日/5月12日 トローストベルク - 1898年11月18日 ミュンヘン）は、19世紀のミュンヘン美人の代名詞となった女性。彼女の肖像画は、バイエルン王ルートヴィヒ1世がニンフェンブルク宮殿に設けた美人画ギャラリーの38枚の肖像画の中でも最もよく知られているものの一つである。

## 生涯
キームガウ地方の靴職人の娘に生まれ、1827年14歳の時にアルトエッティングへ女中奉公に出される。翌1828年には奉公先が変わり、ミュンヘンに移る。同市ではブリエンナー通りで玩具店を営む商家アウラヒャー家で使い走り（または女中）として働いた。王子女が遊ぶ玩具を納品するため王宮を訪れた際、その美貌が王子女の父親であるバイエルン王ルートヴィヒ1世の目に留まった。王は宮廷画家ヨーゼフ・カール・シュティーラーに命じて、ミュンヘン女性の伝統衣装を着たゼートルマイヤーの肖像画を描かせ、この作品は「ミュンヘン美人」の代名詞となった。
ゼートルマイヤーは1834年4月14日ミュンヘン聖母教会にて、ルートヴィヒ王の従者であったヘルメス・ミラー（1804年 - 1871年）と結婚し、9男1女計10人の子の母親となった。王はゼートルマイヤーが生んだ息子ルートヴィヒ・ミラーの洗礼名を持つ男児の洗礼立会人を、代理人派遣の形で2度務めた（同じ名を持つ2人の赤子はいずれも夭折した）。テレーゼ王妃は娘テレーゼ・ミラーの、マクシミリアン王太子はマクシミリアン・ミラー（後に宮廷庭師となる）の、ルイトポルト王子はルイトポルト・ミラー（夭折）の洗礼立会人を、それぞれ務めた。ミラー夫妻の夫婦仲は良好だった。ヘレーネ・ミラーは1898年に85歳で亡くなり、ミュンヘン旧南墓地に葬られた。彼女の子孫ミラー家は現在もベルヒテスガーデンに暮らしている。

## 引用・脚注
1. ↑   "Die Schönheitsgalerie König Ludwig I. / Gerhard Hojer. 4. Aufl. – Regensburg : Schnell & Steiner, 1997 (Aus bayerischen Schlössern) S. 19
2. ↑  “DFG-Viewer: Titel: Trauungen”. 2021年3月27日閲覧。